# Roberto D'Aversa
Roberto D'Aversa (Stuttgart, 12 de agosto de 1975) é um treinador e ex-futebolista italiano nascido na Alemanha que atuava como meio-campista. Atualmente comanda o Empoli.

## Carreira

### Como jogador
Tendo jogado nas categorias de base do Renato Curi Angolana, D'Aversa ingressou nos juniores do Milan em 1991 e assinou seu primeiro contrato profissional em 1994, porém nunca atuou em partidas oficiais como atleta dos Rossoneri. Entre 1995 e 2003 jogou nas divisões de acesso do futebol italiano, tendo vestido as camisas de Prato, Casarano, Monza, Cosenza, Pescara, Sampdoria e Ternana.
Sua estreia na primeira divisão foi na temporada 2003–04, atuando em 29 jogos pelo Siena antes de ser punido com 6 meses de suspensão por manipulação de resultados juntamente com outros cinco jogadores. D'Aversa ainda jogaria por Messina, Treviso, Mantova (empréstimo), Gallipoli, Triestina e Virtus Lanciano, onde encerrou a carreira em 2014, aos 38 anos, porém seguiu na comissão técnica da equipe, substituindo Marco Baroni no comando técnico, onde permaneceria por três temporadas.

### Como treinador
Em dezembro de 2016, o ex-meia foi anunciado como novo treinador do Parma, após a demissão de Luigi Apolloni e o comando interino de Stefano Morrone por duas partidas. D'Aversa conseguiu levar os Crociati a dois acessos consecutivos.
Foi anunciado pela Sampdoria no dia 4 de julho de 2021.

## Títulos

### Como jogador
Virtus Lanciano
- Lega Pro Prima Divisione: 1 (2011–12, play-off)